# Ahvensaari (ö i Södra Karelen, Villmanstrand, lat 61,27, long 27,69)
Ahvensaari är en ö i Finland. Den ligger i vid utloppet från sjön Kuolimo och i kommunen Savitaipale i den ekonomiska regionen  Villmanstrand och landskapet Södra Karelen, i den södra delen av landet, 190 km nordost om huvudstaden Helsingfors.